# Parijs-Roubaix 1999
De 97e editie van Parijs-Roubaix werd verreden op zondag 11 april 1999. Andrea Tafi reed als eerste de 273 km uit, in 6 uur en 45 min. Zijn ploegmaats van Mapei vervolledigden het podium. Het was de derde keer dat het podium in Parijs-Roubaix volledig bestond uit Mapei-renners. Ook in 1996 en 1998 was dit het geval.

## Wedstrijdverloop
Zo ostentatief als in 1996 was het niet, maar ook deze keer stonden er drie Mapei-renners op het podium. De toenmalige Italiaanse kampioen Andrea Tafi, die twee jaar eerder ook op het podium stond, maakte deel uit van een kopgroep van zeven renners. Tafi ontsnapte uit de groep en reed de rest op meer dan twee minuten. In de achtergrond reed ook ploegmaat en knecht Wilfried Peeters weg van de achtervolgers. Peeters werd met enkele seconden voorsprong tweede, terwijl ploegmaat en Belgisch kampioen Tom Steels de sprint om de derde plaats won.
In totaal stonden er zes Belgen in de top 10. Léon van Bon werd zesde en was zo de beste Nederlander in koers.

## Uitslag
| rang | renner              | land             | ploeg                 | tijd      |
| ---- | ------------------- | ---------------- | --------------------- | --------- |
| 1    | Andrea Tafi         | Italië           | Mapei-Quick Step      | 6u 45'00" |
| 2    | Wilfried Peeters    | België           | Mapei-Quick Step      | op 2'14"  |
| 3    | Tom Steels          | België           | Mapei-Quick Step      | op 2'26"  |
| 4    | George Hincapie     | Verenigde Staten | Discovery Channel     | z.t.      |
| 5    | Jo Planckaert       | België           | Lotto-Mobistar        | z.t.      |
| 6    | Léon van Bon        | Nederland        | Rabobank              | z.t.      |
| 7    | Frank Vandenbroucke | België           | Cofidis               | z.t       |
| 8    | Andrei Tchmil       | België           | Lotto-Mobistar        | op 2'40"  |
| 9    | Johan Museeuw       | België           | Mapei-Quick Step      | z.t.      |
| 10   | Lars Michaelsen     | Denemarken       | La Française des Jeux | op 2'53"  |

1896 · 
1897 · 
1898 · 
1899 · 
1900 · 
1901 · 
1902 · 
1903 · 
1904 · 
1905 · 
1906 · 
1907 · 
1908 · 
1909 · 
1910 · 
1911 · 
1912 · 
1913 · 
1914 · 
1915 · 
1916 · 
1917 · 
1918 · 
1919 · 
1920 · 
1921 · 
1922 · 
1923 · 
1924 · 
1925 · 
1926 · 
1927 · 
1928 · 
1929 · 
1930 · 
1931 · 
1932 · 
1933 · 
1934 · 
1935 · 
1936 · 
1937 · 
1938 · 
1939 · 
1940 · 
1941 · 
1942 · 
1943 · 
1944 · 
1945 · 
1946 · 
1947 · 
1948 · 
1949 · 
1950 · 
1951 · 
1952 · 
1953 · 
1954 · 
1955 · 
1956 · 
1957 · 
1958 · 
1959 · 
1960 · 
1961 · 
1962 · 
1963 · 
1964 · 
1965 · 
1966 · 
1967 · 
1968 · 
1969 · 
1970 · 
1971 · 
1972 · 
1973 · 
1974 · 
1975 · 
1976 · 
1977 · 
1978 · 
1979 · 
1980 · 
1981 · 
1982 · 
1983 · 
1984 · 
1985 · 
1986 · 
1987 · 
1988 · 
1989 · 
1990 · 
1991 · 
1992 · 
1993 · 
1994 · 
1995 · 
1996 · 
1997 · 
1998 · 
1999 · 
2000 · 
2001 · 
2002 · 
2003 · 
2004 · 
2005 · 
2006 · 
2007 · 
2008 · 
2009 · 
2010 · 
2011 ·
2012 · 
2013 ·
2014 ·
2015 ·
2016 ·
2017 ·
2018 ·
2019 ·
2020 · 
2021 · 
2022 · 
2023 · 
2024 · 
2025